# Vương quốc Redonda
Vương quốc Redonda (tiếng Anh: Kingdom of Redonda) là một vi quốc gia liên quan đến hòn đảo nhỏ bé Redonda không có người ở trên biển Caribe. Redonda cũng là một vi quốc gia mà có thể đã tồn tại như một vương quốc độc lập trong thế kỷ 19, theo một bản báo cáo được kể bởi nhà văn viễn tưởng M.P. Shiel.
Danh hiệu cho vương quốc được cho là vẫn còn được tranh cãi cho đến ngày nay theo một cách nửa nghiêm túc. "Vương quốc" cũng thường được liên kết với một số thành viên được cho là quý tộc, có danh hiệu được trao tặng bởi bất cứ ai hiện đang là "Vua". Hiện tại có một số cá nhân ở các quốc gia khác nhau tự xưng là "Vua" hợp pháp duy nhất của Redonda.

## Lịch sử
Lịch sử của "Vương quốc" Redonda bị che giấu bởi sự nghi ngờ và huyền thoại, và rất khó để tách thực tế khỏi viễn tưởng.

### Khi Shiel còn sống
M.P. Shiel (1865-1947), một tác giả của các tác phẩm phiêu lưu và giả tưởng, là người đầu tiên đưa ra một ý kiến về việc thành lập "Vương quốc Redonda", vào năm 1929, trong một cuốn sách nhỏ quảng cáo để phát hành lại các cuốn sách của mình.
Theo truyền thống, cha của Shiel, Matthew Dowdy Shiell, người là một nhà truyền giáo và nhà truyền giáo giáo dân từ đảo Montserrat gần đó, đã tuyên bố hòn đảo Redonda khi con trai của ông, Matthew Phipps Shiell chào đời. Người ta cho rằng người cha cảm thấy mình có thể làm điều này một cách hợp pháp, bởi vì dường như không có quốc gia nào tuyên bố chính thức hòn đảo này là lãnh thổ. Shiell tiền bối cũng được cho là đã yêu cầu tước hiệu Vua Redonda từ Victoria của Anh, và như huyền thoại, nó đã được Cơ quan Thuộc địa Anh cấp cho ông, chứ không phải bởi chính Victoria, với điều kiện là không có cuộc nổi dậy chống lại quyền lực thực dân.
Người con trai (tên ban đầu là Matthew Phipps Shiell nhưng sau này được biết đến với tên nhà văn M.P. Shiel) tuyên bố rằng ông đã được trao vương miện cho Redonda ở tuổi 15, vào năm 1880, bởi một giám mục từ Antigua. Tuy nhiên, như M.P. Shiel kể lại câu chuyện này chưa bao giờ được in cho đến năm 1929, có thể một số, hoặc hầu hết, hoặc có thể tất cả câu chuyện về việc ông được trao vương miện Redonda trên thực tế có thể là phát minh thuần túy.
Cuối đời, Shiel trao danh hiệu và quyền cho tác phẩm của mình, cho người ngưỡng mộ chính của ông, nhà thơ và biên tập viên London John Gawsworth (Terence Ian Fytton Armstrong), người viết tiểu sử của Arthur Machen, người là hoàng tử của vương quốc. Gawsworth (1912-1970) dường như đã thông qua tiêu đề nhiều lần khi người viết ít tiền. Vương quốc của Gawsworth đã được gọi là "Almadonda" (bởi học giả Shielian A. Reynolds Morse (1914-2000)) sau quán rượu Alma ở Westbourne Grove, Bayswater, London, nơi "Vua Juan" thường xuyên ra triều đình vào những năm 1960.

### Sau cái chết của Shiel
Gawsworth rõ ràng cũng đã hứa sẽ sinh con trai đầu lòng của bạn bè Charles và Jean Leggett, Max John Juan Leggett, người thừa kế Redondan của ông nếu họ sinh đứa trẻ (sinh vào cuối những năm 1950), tên hoàng gia của ông là Juan.
Một số học giả Redondan chấp nhận rằng Gawsworth ban tặng danh hiệu cho người bạn của mình là Arthur John Roberts vào năm 1967, bởi "Giao ước không thể hủy bỏ". Trước đó, nhà văn quá cố Dominic Behan (1928-1989) cũng tuyên bố Gawsworth chuyển giao danh hiệu cho ông vào năm 1960. Người ta cũng nói rằng Gawsworth đã trao lại ngai vàng cho một Aleph Kamal, người có cùng tiểu thuyết gia là Edna O'Brien.
Các vị vua tự phong của Redonda bao gồm Marvin Kitman và William Scott Home. Yêu cầu của Scott Home cho danh hiệu là dựa trên ESP và tái sinh. M.P. Cháu gái của Shiel, bà nội trợ Lancashire, bà Margaret Parry, đã trở nên nổi tiếng vào năm 1993 và được ca ngợi là Nữ hoàng Maggie của Redonda bởi nhiều tờ báo khác nhau, bao gồm Daily Mail.

### Phát triển về sau
Jon Wynne-Tyson sau đó đã đến thăm Redonda vào năm 1979, trong một chuyến thám hiểm được tổ chức bởi nhà từ thiện và nhà xuất bản Shielian A. Reynold Morse. Wynne-Tyson cai trị với tư cách là Vua Juan II cho đến khi thoái vị ủng hộ tiểu thuyết gia Javier Marias của Madrid vào năm 1997, chuyển giao quyền điều hành văn học của Gawsworth và Shiel cùng với danh hiệu.
Danh hiệu Arthur John Roberts, sau đó được kế thừa bởi William Leonard Gates, người mà Gawsworth đã trao danh hiệu "Nam tước xứ sở kim chi de Blythswood de Redonda". Từ nhà của ông tại Thurlton, Norfolk, Gates, người được biết đến với tên Vua Leo, đã chủ trì một nhóm được gọi là "Quỹ Redonda", không bị nhầm lẫn với "Quỹ văn hóa Redonda" do Paul de Fortis thành lập. Gates qua đời vào ngày 2 tháng 1 năm 2019 và vương miện của ông được trao cho Nữ hoàng Josephine. Như trong triều đại của Gawsworth, các cuộc họp của các nhóm đối thủ này đã được tổ chức tại Fitzroy Tavern ở Fitzrovia, trung tâm Luân Đôn. Vua Leo trị vì trong ba mươi năm, kể từ năm 1989. Williamson, người sống ở Antigua cho đến khi qua đời vào năm 2009, tự đặt mình là đối thủ của "Vua Robert Hói". Vua Robert the Bald đã thành công vào năm 2009 bởi nhà văn du thuyền Michael Howorth.
Năm 1988, giáo sĩ quá cố London Paul de Fortis đã thành lập "Quỹ văn hóa Redonda". Vì những gì ông xem là sự không hành động của các vị vua đối địch khác nhau, de Fortis đã thăng chức cho một vị vua mới, Cedric Boston (sinh ra trên Montserrat năm 1960). Boston tuyên bố ngai vàng Redondan năm 1984, giành được sự trung thành của một số đồng nghiệp của Gawsworth.

### Danh sách vua

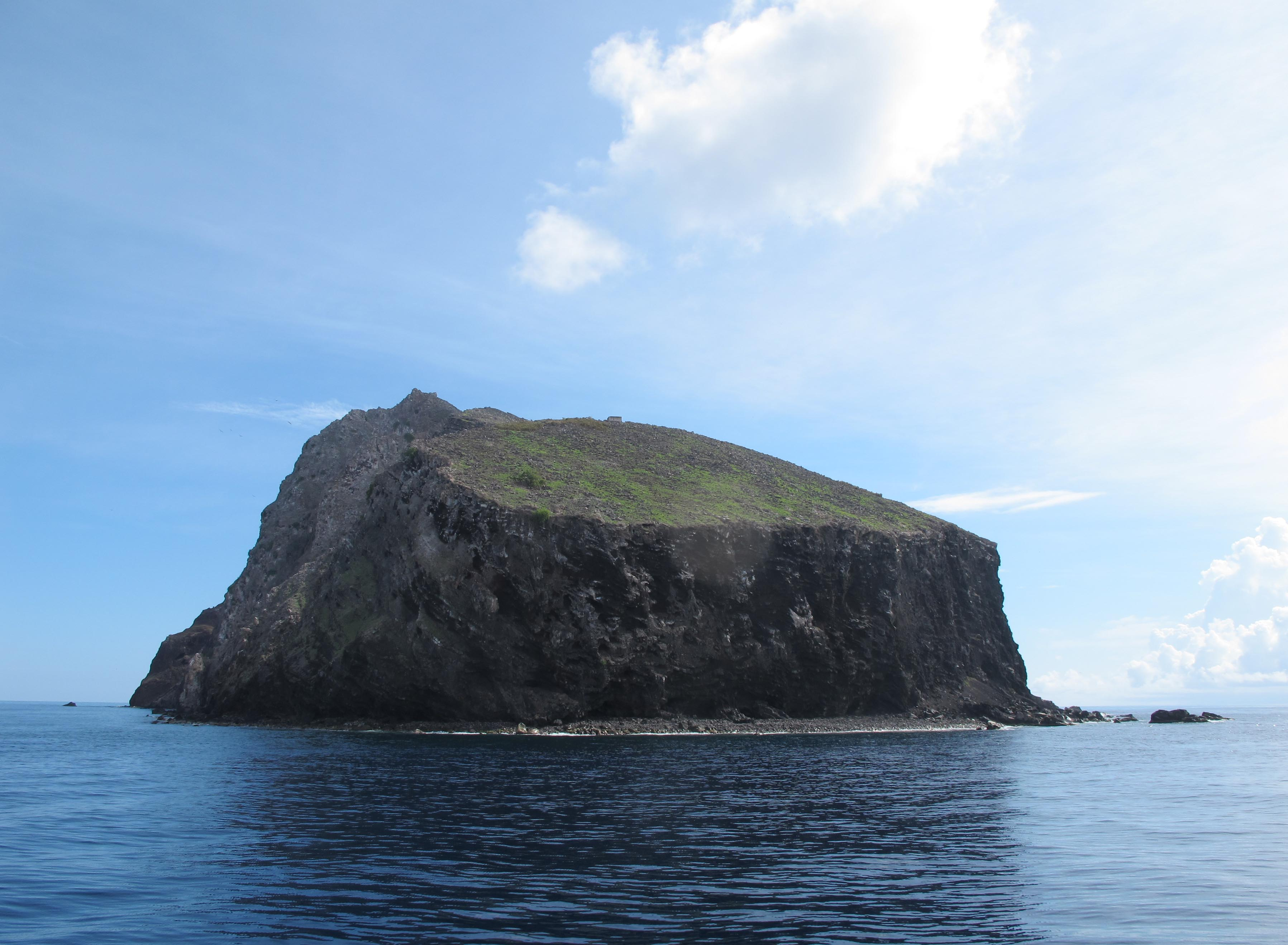
Hòn đảo Redonda nhìn từ phía đông nam năm 2012.

Chính thức:
- Matthew Dowdy Shiel, 1865–1880
- Matthew Phipps Shiell, 1880-1947
- John Gawsworth, 1947-1967

Khác:
- Bob Williamson, 2000-2009
- Michael Howorth 2009-

## Địa lý
Hòn đảo nằm giữa các đảo Nevis và Montserrat, trong vòng cung bên trong của chuỗi đảo Leeward, ở Tây Ấn. Redonda về mặt pháp lý thuộc về đất nước Antigua và Barbuda. Hòn đảo chỉ dài hơn một dặm (1,6 km) và rộng một phần ba dặm (0,54 km), độ cao tối đa là 971 feet (296 m).
Hòn đảo này có các loài chim, nhưng con người ít nhiều không thể sống được vì không có nguồn nước ngọt nào ngoài mưa và phần lớn hòn đảo rất hiểm trở, chỉ có một vùng đồng cỏ tương đối nhỏ, dốc lên đỉnh. Đổ bộ lên đảo là một việc rất khó khăn, chỉ có thể thông qua bờ biển leeward vào những ngày biển lặng. Leo lên đỉnh đảo cũng rất gian nan.
Bất chấp những khó khăn này, từ năm 1865 đến năm 1912, Redonda là trung tâm của một thương mại sinh lợi trong khai thác guano, và hàng ngàn tấn phosphat đã được chuyển từ Redonda sang Anh. Các tàn tích liên quan đến việc khai thác vẫn có thể được nhìn thấy trên đảo.

## Trong văn hóa đại chúng
Vào năm 2007, quán rượu Wellington Arms ở Southampton, Anh, đã cố gắng tuyên bố mình là đại sứ quán của Redonda, để có được quyền miễn trừ ngoại giao từ lệnh cấm hút thuốc trên toàn quốc tại nơi làm việc kín, bao gồm cả quán rượu. Điều này cuối cùng đã thất bại khi Văn phòng Ngoại giao và Liên bang chỉ ra rằng Chính phủ của Nữ hoàng chỉ công nhận Redonda là một lãnh thổ phụ thuộc của Antigua và Barbuda, theo đó, không được quyền thành lập một đại sứ quán hoặc ủy ban cao cấp ở Vương quốc Anh.